# Десау
Десау град је у Немачкој на ушћу реке Милде у Елбу. Трећи је по величини град покрајине Саксонија-Анхалт (после Халеа и Магдебурга). 

## Историја
Десау се први пут помиње 1213. Постаје важан центар 1570, када је основана кнежевина Анхалт, а Десау постао главни град ове државе у оквиру Светог римског царства. Држава Анхалт је расформирана 1603, али Десау је наставио да просперира, као престоница мале државе Анхалт-Десау. Од 1863 до 1918, Десау је био главни град поново формиране државе Анхалт. 
У граду је током Другог светског рата постојала војна авио-индустрија, тако да град је уништен интензивним бомбардовањем савезничке авијације. У време Источне Немачке, град је поново изграђен као индустријски центар. 
После уједињења Немачке, многи историјски споменици су реконструисани. 

## Знаменитости
Десау је родно место композитора Курта Вајла, у чију част се од 1993. у граду одржава фестивал. 

### Баухаус
Десау је чувен по школи архитектуре Баухаус. Школа се у Десау преселила 1926. из Вајмара. Међу познатим уметницима који су ту радили су Валтер Гропијус, Паул Кле и Васиљ Кандински. Нацисти су приморали ову институцију на гашење 1932.

### Енглески врт
Врт у близини Десауа Dessau-Wörlitzer Gartenreich је највећи парк енглеског стила у континенталној Европи. Налази се поред реке Елба и дуг је 25 километара. Основан је око 1750. по налогу принца Леополда III од Анхалт-Десауа.